# Le Terrible (S619)
Pour les autres navires du même nom, voir Terrible.
Le Terrible (S619) est le quatrième sous-marin nucléaire lanceur d'engins français de la classe Le Triomphant.
Il est armé, dès sa mise en service, de seize missiles nucléaires mer-sol balistiques stratégiques de type M51. C'est le premier équipé de ces missiles, dont la portée et la précision ont été améliorées par rapport aux M45 alors en service sur les autres SNLE français. Il est alors évoqué une portée de 8 000 km (contre 6 000 km pour les M45) et une précision de 200 m.
Son armement comprend également un panachage de 18 armes défensives torpilles F17, F21 (à partir de 2017) et des missiles antinavires Exocet SM39 à changement de milieu.

## Historique
Le sous-marin a été présenté le 21 mars 2008 à Cherbourg par le président Nicolas Sarkozy et lancé le lendemain. Sa mise en service actif a eu lieu fin septembre 2010, ainsi il rejoint alors la Force océanique stratégique (FOSt), basée à l'Île Longue, chargée d'assurer la permanence de la dissuasion française.
Le 27 janvier 2010, il a été utilisé pour le premier tir (depuis un sous-marin) du missile nucléaire M51.
Il termine la 500e patrouille de dissuasion de la FOSt en septembre 2018.
Après le retrait de son combustible nucléaire et le débarquement de ses armes à la fin de l'année 2020 à l'île Longue, Le Terrible a été remorqué et immobilisé à la base navale de Brest en janvier 2021 pour sa première indisponibilité périodique pour entretien et réparation (IPER) d'une durée prévue de quatorze mois,.
Le 19 avril 2023, dans le cadre de la validation de son retour dans le cycle opérationnel, Le Terrible a lancé avec succès, au large du Finistère, un missile balistique stratégique M51 sans sa charge nucléaire, le missile, quant à lui fut suivi et étudié par le bâtiment d’essais et de mesures de la Marine nationale Monge.

## Caractéristiques
Le Terrible est équipé d'un système global de navigation (SGN) créé par SAGEM pour les sous-marins de type SNLE lui permettant de calculer sa position exacte.
- Moteur de 41 500 chevaux (25 nœuds, soit ~46 km/h) fabriqué par Thermodyn, filiale de General Electric.
- Réacteur nucléaire de 150 mégawatts construit par Areva TA, filiale d'Areva.
- Missiles : 16 missiles balistiques M51, fabriqués par ArianeGroup, armés de têtes TN 75.
- Zone de vie de 800 m2 pour 110 hommes.
- Acier 100 HLES à très haute limite d'élasticité fabriqués par ArcelorMittal (6 000 t).
- Équipage de 110 personnes dont une vingtaine d'atomiciens[8].
- Coût : 2,5 milliards d'euros et 4,5 milliards d'euros armé.